# Ruellia ovalifolia
Ruellia ovalifolia là một loài thực vật có hoa trong họ Ô rô. Loài này được (Oerst.) Hemsl. miêu tả khoa học đầu tiên năm 1882.